# Сан Дијего Кантри Естејтс (Калифорнија)
Сан Дијего Кантри Естејтс (енгл. San Diego Country Estates) насељено је место без административног статуса у америчкој савезној држави Калифорнија.

## Демографија
По попису из 2010. године број становника је 10.109, што је 847 (9,1%) становника више него 2000. године.
| Група             | 2000.         | 2010.         |
| Белци             | 8.123 (87,7%) | 8.415 (83,2%) |
| Афроамериканци    | 67 (0,7%)     | 91 (0,9%)     |
| Азијати           | 104 (1,1%)    | 147 (1,5%)    |
| Хиспаноамериканци | 713 (7,7%)    | 1.126 (11,1%) |
| Укупно            | 9.262         | 10.109        |